# Arctotheca forbesiana
Espèce
Arctotheca forbesiana est une espèce de plantes à fleurs de la famille des Asteraceae. Elle est endémique du Western Cape en Afrique du Sud et est présente de Malmesbury à Somerset West, Caledon et Elim. 

## Habitat
La plante fait partie de la végétation du fynbos et du renosterveld. Bien que la zone d'occurrence soit de 4 266 km2, la zone d'occupation est inférieure à 10 km2. La plante a cédé de grandes parties de son habitat aux cultures et au développement suburbain, en particulier sur les Cape Flats et à Strand. Les sous-populations de Faure, Kraaifontein et Raapenberg ont disparu. Leurs installations à faible coûts constituent également une menace à Caledon.

## Systématique
Le nom correct complet (avec auteur) de ce taxon est Arctotheca forbesiana (DC.) K.Lewin (d).
L'espèce a été initialement classée dans le genre Gazania sous le basionyme Gazania forbesiana DC..
Arctotheca forbesiana a pour synonymes :
- Cryptostemma forbesianum (DC.) Harv.
- Gazania forbesiana DC.
- Gazania subbipinnata DC.

### Étymologie
Le nom générique, Arctotheca, est la combinaison en grec ancien de ἄρκτος (árktos), « ours », et θήκη (thếkê), « boîte », et signifie « dont les ovaires sont velus comme des ours ».
L'épithète spécifique, forbesiana, pourrait venir du latin forbea signifiant « aliment ».